# NGC 3666
NGC 3666 est une galaxie spirale située dans la constellation du Lion. NGC 3666 a été découverte par l'astronome germano-britannique William Herschel en 1784.

## Caractéristiques
La classe de luminosité de NGC 3666 est III et elle présente une large raie HI.

### Distance
Sa vitesse par rapport au fond diffus cosmologique est de 1 412 ± 25 km/s, ce qui correspond à une distance de Hubble de 20,82 ± 1,50 Mpc (∼67,9 millions d'al).
À ce jour, 22 mesures non basées sur le décalage vers le rouge (redshift) donnent une distance de 17,241 ± 3,463 Mpc (∼56,2 millions d'al), ce qui est à l'intérieur des valeurs de la distance de Hubble. Puisque cette galaxie est relativement rapprochée du Groupe local, il est probable que cette valeur soit plus près de la distance réelle de NGC 3666. Notons que c'est avec la valeur moyenne des mesures indépendantes, lorsqu'elles existent, que la base de données NASA/IPAC calcule le diamètre d'une galaxie.
Deux caractéristiques ressortent des mesures des distances des galaxies du groupe de NGC 3627 dont NGC 3666 fait partie, autant de celles obtenues du décalage (distance de Hubble) que des mesures indépendantes du décalage. Premièrement, les distances des deux galaxies retenues par Mahtessian (NGC 3596 et NGC 3666) sont nettement plus grandes que la moyenne des distances des quatre galaxies du groupe de Garcia, qui est de 16,2 ± 1,4 Mpc (∼52,8 millions d'al) ou de 10,2 ± 1,5 Mpc (∼33,3 millions d'al) pour les méthodes indépendantes du décalage. Deuxièmement, toutes les distances obtenues par des méthodes indépendantes sont inférieures aux distances de Hubble. Comme ces galaxies sont relativement rapprochées du Groupe local, leur vitesse propre est non négligeable par rapport à la vitesse produite par l'expansion de l'Univers. La vitesse propre de ces galaxies s'additionne à celle de l'expansion, augmentant ainsi leur décalage vers le rouge. Si au contraire, leur vitesse propre était dans la direction opposée, vers la Voie lactée, leur décalage serait diminué et la distance de Hubble serait alors inférieure à leur distance réelle.

### Classification

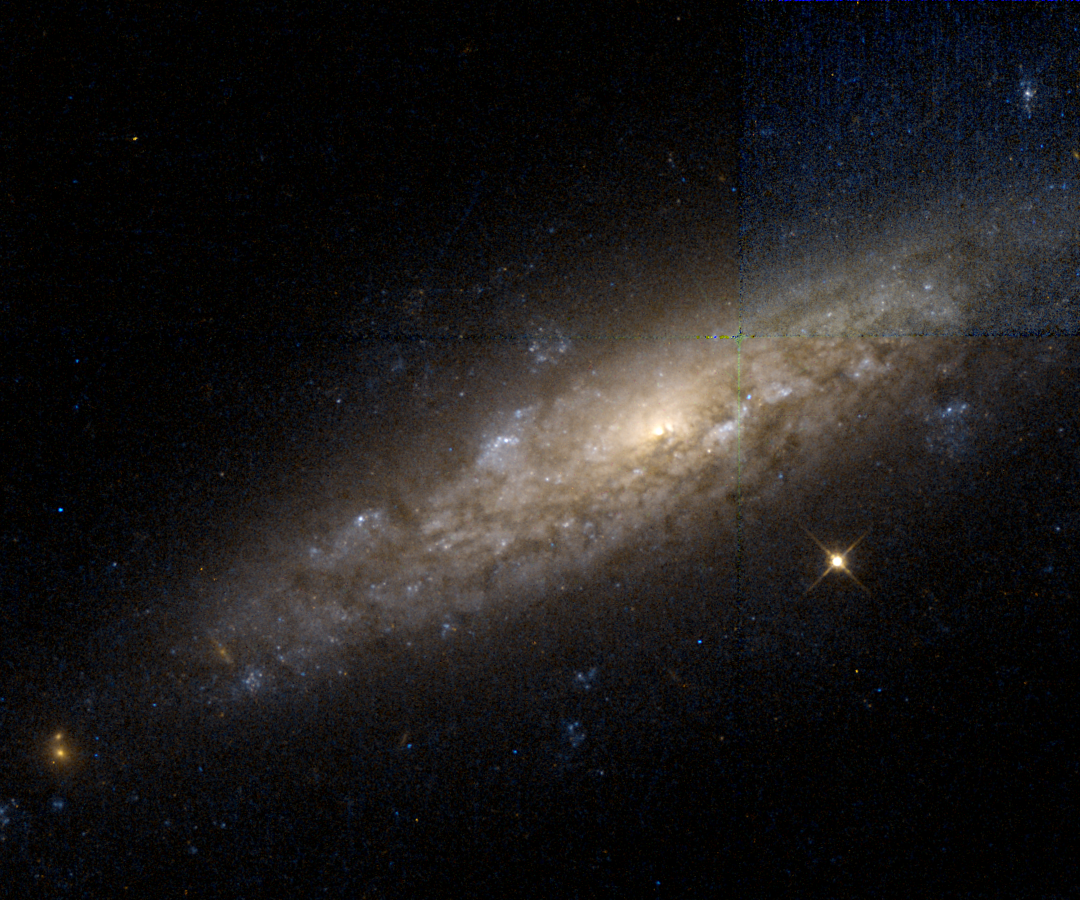
NGC 3666 par le télescope spatial Hubble.
Certains classent cette galaxie comme une spirale barrée,, mais aucune barre n'est visible sur les images de NGC 3666.

## Trou noir supermassif
Selon un article basé sur les mesures de luminosité de la bande K de l'infrarouge proche du bulbe de NGC 3666, on obtient une valeur de 105,7 {\displaystyle M_{\odot }} (500 milles masses solaires) pour le trou noir supermassif qui s'y trouve.

## Groupe de NGC 3627 (M66)
Selon un article écrit par Abraham Mahtessian en 1998, NGC 3666 est un membre du groupe de NGC 3627. Le groupe décrit par Mahtessian comprend six galaxies. Les cinq autres galaxies du groupe sont NGC 3593, NGC 3596, NGC 3623 (M65), NGC 3627 (M66) et NGC 3628.
A. M. Garcia mentionne aussi le groupe de NGC 3627 dans un article paru en 1993, mais il n'y a que quatre des galaxies du groupe décrit par Mahtessian : NGC 3593, NGC 3623 (M65), NGC 3627 (M66) et NGC 3628. Notons que NGC 3623 (M65), NGC 3627 (M66) et NGC 3628 forment ce qui est habituellement appelé le Triplet du Lion. On peut donc conclure que le Triplet du Lion est un sous-groupe d'un groupe de galaxies comprenant six membres.